# Ла-Селба-да-Мар
Ла-Се́лба-да-Мар (кат. La Selva de Mar) — муніципалітет, розташований в Автономній області Каталонія, в Іспанії. Знаходиться у районі (кумарці) Ал Ампурда провінції Жирона, згідно з новою адміністративною реформою перебуватиме у складі Баґарії (округи) Жирона.

## Назва муніципалітету
Хоча у літературній каталанській кінцеве -r після голосної найчастіше не вимовляється, у слові "mar" -r найчастіше чується. Слово "mar" завжди без виключень вимовляється без кінцевого -r лише у мальоркському і маноркському діалектах. Іноді у діалектній вимові після -r- можна почути -t або -k (у цьому випадку на письмі пишеться -ch). 

## Населення
Населення міста (у 2007 р.) становить 216 осіб (з них менше 14 років — 10,6%, від 15 до 64 — 68,1%, понад 65 років — 21,3%). У 2006 році народжуваність склала 0 осіб, смертність - 1 особа, зареєстровано 0 шлюбів. У 2001 році активне населення становило 88 осіб, з них безробітних — 12 осіб.
Серед осіб, які проживали на території міста у 2001 р., 165 народилися в Каталонії (з них 96 осіб у тому самому районі, або кумарці), 26 осіб приїхало з інших областей Іспанії, а 6 осіб приїхало з-за кордону.
Університетську освіту має 8,8% усього населення.
У 2001 році нараховувалося 82 домогосподарства (з них 32,9% складалися з однієї особи, 24,4% з двох осіб,19,5% з 3 осіб, 17,1% з 4 осіб, 4,9% з 5 осіб, 1,2% з 6 осіб, 0% з 7 осіб, 0% з 8 осіб і 0% з 9 і більше осіб).
Активне населення міста у 2001 році працювало у таких сферах діяльності: у сільському господарстві — 10,5%, у промисловості — 10,5%, на будівництві — 18,4% і у сфері обслуговування — 60,5%.
У муніципалітеті або у власному районі (кумарці) працює 51 особа, поза районом — 40 осіб.

### Безробіття
У 2007 р. нараховувалося 3 безробітних (у 2006 р. — 3 безробітних), з них чоловіки становили 0%, а жінки — 100%.

## Економіка

### Підприємства міста

#### Промислові підприємства
| \| Промислові підприємства міста, за сферою діяльності \| Промислові підприємства міста, за сферою діяльності \| Промислові підприємства міста, за сферою діяльності \| \| Рік \| 2002 р. \| 2001 р. \| \| --------------------------------------------------- \| --------------------------------------------------- \| --------------------------------------------------- \| \| Енергетичні та водні ресурси \| 0% \| 0% \| \| Хімія та метали \| 0% \| 0% \| \| Переробка металів \| 0% \| 0% \| \| Продукти харчування \| 100% \| 100% \| \| Текстиль \| 0% \| 0% \| \| Виробництво меблів, видання \| 0% \| 0% \| \| Інше \| 0% \| 0% \| \| Усього підприємств \| 3 \| 2 \| |         |         |
| Промислові підприємства міста, за сферою діяльності |         |         |
| Рік | 2002 р. | 2001 р. |
| Енергетичні та водні ресурси | 0%      | 0%      |
| Хімія та метали | 0%      | 0%      |
| Переробка металів | 0%      | 0%      |
| Продукти харчування | 100%    | 100%    |
| Текстиль | 0%      | 0%      |
| Виробництво меблів, видання | 0%      | 0%      |
| Інше | 0%      | 0%      |
| Усього підприємств | 3       | 2       |

#### Роздрібна торгівля
| \| Підприємства роздрібної торгівлі міста, за сферою діяльності \| Підприємства роздрібної торгівлі міста, за сферою діяльності \| Підприємства роздрібної торгівлі міста, за сферою діяльності \| \| Рік \| 2002 р. \| 2001 р. \| \| ------------------------------------------------------------ \| ------------------------------------------------------------ \| ------------------------------------------------------------ \| \| Продукти харчування \| 50% \| 50% \| \| Одяг та взуття \| 0% \| 0% \| \| Товари для дому \| 0% \| 0% \| \| Книги та періодичні видання \| 0% \| 0% \| \| Промислова хімічна продукція \| 0% \| 0% \| \| Продукція, пов'язана з транспортними засобами \| 0% \| 0% \| \| Інше \| 50% \| 50% \| \| Усього підприємств \| 2 \| 2 \| |         |         |
| Підприємства роздрібної торгівлі міста, за сферою діяльності |         |         |
| Рік | 2002 р. | 2001 р. |
| Продукти харчування | 50%     | 50%     |
| Одяг та взуття | 0%      | 0%      |
| Товари для дому | 0%      | 0%      |
| Книги та періодичні видання | 0%      | 0%      |
| Промислова хімічна продукція | 0%      | 0%      |
| Продукція, пов'язана з транспортними засобами | 0%      | 0%      |
| Інше | 50%     | 50%     |
| Усього підприємств | 2       | 2       |

#### Сфера послуг
| \| Підприємства міста, що працюють у сфері послуг, за діяльністю \| Підприємства міста, що працюють у сфері послуг, за діяльністю \| Підприємства міста, що працюють у сфері послуг, за діяльністю \| \| Рік \| 2002 р. \| 2001 р. \| \| ------------------------------------------------------------- \| ------------------------------------------------------------- \| ------------------------------------------------------------- \| \| Гуртова торгівля \| 7,7% \| 9,1% \| \| Готелі та готельний бізнес \| 38,5% \| 27,3% \| \| Транспорт та зв'язок \| 0% \| 0% \| \| Посередницькі фінансові послуги \| 0% \| 0% \| \| Послуги підприємствам \| 0% \| 0% \| \| Послуги фізичним особам \| 30,8% \| 36,4% \| \| Нерухомість та ін. \| 23,1% \| 27,3% \| \| Усього підприємств \| 13 \| 11 \| |         |         |
| Підприємства міста, що працюють у сфері послуг, за діяльністю |         |         |
| Рік | 2002 р. | 2001 р. |
| Гуртова торгівля | 7,7%    | 9,1%    |
| Готелі та готельний бізнес | 38,5%   | 27,3%   |
| Транспорт та зв'язок | 0%      | 0%      |
| Посередницькі фінансові послуги | 0%      | 0%      |
| Послуги підприємствам | 0%      | 0%      |
| Послуги фізичним особам | 30,8%   | 36,4%   |
| Нерухомість та ін. | 23,1%   | 27,3%   |
| Усього підприємств | 13      | 11      |

## Житловий фонд
У 2001 році 8,5% усіх родин (домогосподарств) мали житло метражем до 59 м², 28% — від 60 до 89 м², 35,4% — від 90 до 119 м² і 28% — понад 120 м².

З усіх будівель у 2001 році 23,3% було одноповерховими, 67,4% — двоповерховими, 9,3% — триповерховими, 0% — чотириповерховими, 0% — п'ятиповерховими, 0% — шестиповерховими, 0% — семиповерховими, 0% — з вісьмома та більше поверхами.

## Автопарк
| \| Автомобілі, зареєстровані у місті, за призначенням \| Автомобілі, зареєстровані у місті, за призначенням \| Автомобілі, зареєстровані у місті, за призначенням \| \| Рік \| 2006 р. \| 2005 р. \| \| -------------------------------------------------- \| -------------------------------------------------- \| -------------------------------------------------- \| \| Приватні автомобілі \| 55,6% \| 55,4% \| \| Мотоцикли \| 16,6% \| 14,5% \| \| Вантажівки \| 25,3% \| 28,1% \| \| Трактори \| 0% \| 0% \| \| Автобуси та ін. \| 2,5% \| 2,1% \| \| Усього автомобілів \| 241 шт. \| 242 шт. \| |         |         |
| Автомобілі, зареєстровані у місті, за призначенням |         |         |
| Рік | 2006 р. | 2005 р. |
| Приватні автомобілі | 55,6%   | 55,4%   |
| Мотоцикли | 16,6%   | 14,5%   |
| Вантажівки | 25,3%   | 28,1%   |
| Трактори | 0%      | 0%      |
| Автобуси та ін. | 2,5%    | 2,1%    |
| Усього автомобілів | 241 шт. | 242 шт. |

## Вживання каталанської мови
У 2001 році каталанську мову у місті розуміли 99% усього населення (у 1996 р. — 100%), вміли говорити нею 83,7% (у 1996 р. — 92,8%), вміли читати 86,7% (у 1996 р. — 87,8%), вміли писати 58,7% (у 1996 р. — 54,4%). Не розуміли каталанської мови 1%.

## Політичні уподобання
У виборах до Парламенту Каталонії у 2006 році взяло участь 128 осіб (у 2003 р. — 133 особи). Голоси за політичні сили розподілилися таким чином:
| \| Вибори до Парламенту Каталонії \| Вибори до Парламенту Каталонії \| Вибори до Парламенту Каталонії \| \| Рік \| 2006 р. \| 2003 р. \| \| -------------------------------------- \| ------------------------------ \| ------------------------------ \| \| Конвергенція та Єднання (CiU) \| 46,9% \| 39,8% \| \| Соціалістична партія Каталонії (PSC) \| 9,4% \| 12,8% \| \| Народна партія (PP) \| 3,9% \| 7,5% \| \| Ініціатива за зелену Каталонію (IC) \| 20,3% \| 9% \| \| Республіканська лівиця Каталонії (ERC) \| 16,4% \| 30,8% \| \| Громадянська партія (C's) \| 0% \| 0% \| \| Інші \| 3,1% \| 0% \| |         |         |
| Вибори до Парламенту Каталонії |         |         |
| Рік | 2006 р. | 2003 р. |
| Конвергенція та Єднання (CiU) | 46,9%   | 39,8%   |
| Соціалістична партія Каталонії (PSC) | 9,4%    | 12,8%   |
| Народна партія (PP) | 3,9%    | 7,5%    |
| Ініціатива за зелену Каталонію (IC) | 20,3%   | 9%      |
| Республіканська лівиця Каталонії (ERC) | 16,4%   | 30,8%   |
| Громадянська партія (C's) | 0%      | 0%      |
| Інші | 3,1%    | 0%      |